# 古澤里紗
古澤 里紗（ふるさわ りさ、2000年11月8日 - ）は、日本のモデル、アイドル。アソビシステムのアイドルプロジェクト「KAWAII LAB.」から誕生した女性アイドルグループCUTIE STREETのメンバー。イメージカラーは黄色。熊本県出身。所属はN.D.Promotion。

## 来歴
- 2019年頃よりInstagramを中心にインフルエンサーとして活動を開始。熊本県出身のモデルとしてファッション誌や美容系メディアに登場し、SNSで人気を集める。[3]
- 2020年以降、ガーリー系ファッション誌『LARME』にたびたび登場。誌面モデルとして活動する傍ら、ファッションブランドとのコラボやPR活動を展開。[4]
- 2024年3月、デジタル写真集『#ふーりーこーで』をリリース。ガーリースタイルを中心にまとめた作品で、男女問わず反響を呼ぶ。[5]
- 2024年7月30日、KAWAII LAB.の新グループ「CUTIE STREET」メンバーとして発表。[6]
- 同年8月4日、｢TOKYO IDOL FESTIVAL 2024｣内のKAWAII LAB.ステージでお披露目。[7]
- 2024年11月13日、CUTIE STREETとして1stシングル『かわいいだけじゃだめですか？』をリリース。[8][9]

## 人物
- 愛称は「ふーりー」。身長158cm。特技はダンス、可愛い洋服作り。[10]
- CUTIE STREETでのメンバーカラーは黄色。[11]

## 作品
グループでの作品
- グループとしての作品は「CUTIE STREET」を参照。

## 写真集
- 『#ふーりーこーで』（デジタル写真集） – 2024年3月19日発売。LARME特別編集で、ガーリースタイルを中心に展開された一冊。[12][13]

## SNS
- **Instagram**：公式アカウント「@fuuuuu_ri」で、フォロワー数は約43万5千人（2025年8月現在）。[14]
- **所属事務所全体のSNS総フォロワー数**：N.D.Promotion所属モデル全体として500万人を突破。[15]

## 出演
ライブ・イベント
- ｢TOKYO IDOL FESTIVAL 2024｣（2024年8月）※CUTIE STREETとして。[16]